# Мендес, Рикардо Кавалканте
Рикардиньо (порт.-браз. Ricardinho), полное имя Рикардо Кавалканте Мендес (порт.-браз. Ricardo Cavalcante Mendes; род. 4 сентября 1989, Сан-Паулу) — бразильский футболист, нападающий клуба «Рио-Бранко».

## Карьера

### Бразилия
Рикардиньо начинал свою карьеру в юниорской команде бразильского клуба «Санту-Андре», в сезоне 2009 сыграл один матч в Серии A и 6 в Лиге Паулиста. В 2010 году подписал контракт с командой «Можи-Мирин», выступающей в Лиге Паулиста, но так за неё и не сыграл.

### Польша
В феврале 2011 года был отдан в аренду сроком на полгода польскому клубу «Гурник» из города Ленчна. В составе «Гурника» Рикардо провёл 16 игр в Первой лиге Польши, забив 5 мячей. Летом 2011 года Рикардиньо перешёл в плоцкую «Вислу», за время выступления в клубе бразилец забил 12 мячей в 33 матчах. В июле 2012 года футболист подписал контракт с гданьской «Лехией», выступающей в Экстраклассе, в высшей лиге Польши сезона 2012/13 Рикардо провёл 27 матчей и забил 7 мячей.

### «Шериф»
В июне 2013 года подписал контракт с тираспольским «Шерифом», по сообщениям польской прессы сумма трансфера составила 350 тысяч евро. В сезоне 2013/14 вместе с командой пробился в групповой этап Лиги Европы. 3 октября 2013 года Рикардиньо сумел отличиться в Лиге Европы, бразилец забил на 87-й минуте матча против норвежского «Тромсё», тем самым помог команде уйти от поражения. В составе команды стал чемпионом Молдавии сезона 2013/14. В чемпионате 2014/15 Рикардо дважды за сезон «лишался» своих забитых голов, по причине снятия с турнира команд «Костулены» и «Верис», в ворота которых забивал бразилец. 13 декабря оформил покер в матче первенства Молдавии против «Динамо-Авто», игра закончилась крупной победой «Шерифа» со счетом 7:2. По итогам сезона «Шериф» занял третье место в чемпионате Молдавии, а Рикардо стал лучшим бомбардиром первенства, забив 19 голов. 24 мая 2015 года выиграл с командой Кубок Молдавии 2014/15. 25 июля стал обладателем Суперкубка Молдавии 2015, матч против «Милсами» закончился со счётом 3:1, Рикардиньо вышел на игру с капитанской повязкой. По итогам 2015 года Рикардиньо был признан лучшим нападающим Молдавии.

### «Шарджа»
В январе 2016 года был отдан в аренду футбольному клубу «Шарджа», но в июне этого же года покинул команду. Всего же за «Шарджа» он отыграл 5 матчей и забил 1 гол.

### «Шериф»
5 июля 2016 года стало известно, что Рикардиньо вернулся в тираспольский клуб. По итогам сезона 2016/17 Рикардиньо стал лучшим бомбардиром чемпионата, а также завоевал с клубом золотые медали чемпионата и Кубок Молдовы. 16 июня 2017 года перешёл в сербскую «Црвену Звезду»; покинул её в декабре того же года.

### «Тосно»
В январе 2018 года заключил контракт с российским клубом премьер-лиги «Тосно» сроком на полтора года, за который дебютировал 28 февраля в домашнем матче 1/4 Кубка России против «Луча-Энергии» (2:1), выйдя на замену на 57-й минуте. В чемпионате первую игру провёл 10 марта, выйдя на замену на 80-й минуте в матче 21-го тура «Тосно» — «Рубин» (0:1).

## Достижения

### Командные
«Шериф»
- Чемпион Молдавии (2): 2013/14, 2016/17
- Бронзовый призёр чемпионата Молдавии: 2014/15
- Обладатель Кубка Молдавии (2): 2014/15, 2016/17
- Обладатель Суперкубка Молдавии: 2015
- Финалист Суперкубка Молдавии: 2014

«Тосно»
- Обладатель Кубка России: 2017/18

### Личные
- Лучший бомбардир чемпионата Молдавии (2): 2014/15, 2016/17
- Ежемесячный приз «MaradonaTrophy» интернет-телевидения SPORTS.md — Лауреат ноября 2014 года[25]
- Лучший игрок сезона в чемпионате Молдавии по версии сайта УЕФА (1): 2014/15[26]

## Статистика выступлений
| 2009                  | Санту-Андре | Серия A               | 1  | 0  |
| 2009                  | Санту-Андре | Лига Паулиста         | 6  | 2  |
| 2010/11               | Гурник      | Первая лига           | 16 | 5  |
| 2011/12               | Висла       | Первая лига           | 33 | 12 |
| 2012/13               | Лехия       | Экстракласса          | 27 | 7  |
| 2013/14               | Шериф       | Национальный дивизион | 28 | 8  |
| 2014/15               | Шериф       | Национальный дивизион | 25 | 19 |
| 2015/16               | Шериф       | Национальный дивизион | 13 | 6  |
| 2015/16               | Шарджа      | Лига Арабского залива | 5  | 1  |
| 2016/17               | Шериф       | Национальный дивизион | 24 | 16 |
| Обновлено 1 июля 2017 |             |                       |    |    |